# Раткаи, Янош
Янош Раткаи (венг. János Rátkai; 30 мая 1951, Кунсентмиклош) — венгерский гребец-байдарочник, выступал за сборную Венгрии на всём протяжении 1970-х годов. Серебряный призёр летних Олимпийских игр в Мюнхене, двукратный чемпион мира, победитель многих регат национального и международного значения.

## Биография
Янош Раткаи родился 30 мая 1951 года в городе Кунсентмиклоше, медье Бач-Кишкун. Активно заниматься греблей начал в раннем детстве, проходил подготовку в Будапеште, состоял в столичных спортивных клубах «Чепель» и «Будапешт Хонвед».
Первого серьёзного успеха на взрослом международном уровне добился в 1972 году, когда попал в основной состав венгерской национальной сборной и благодаря череде удачных выступлений удостоился права защищать честь страны на летних Олимпийских играх в Мюнхене — вместе с напарником Йожефом Деме завоевал серебряную медаль в зачёте двухместных байдарок на дистанции 1000 метров, уступив в решающем заезде только советскому экипажу Николая Горбачёва и Виктора Кратасюка.
В 1973 году Раткаи побывал на чемпионате мира в финском Тампере, где трижды поднимался на пьедестал почёта: выиграл серебряную медаль в двойках на пятистах метрах, а также золотые медали в двойках и четвёрках на тысяче метрах. Год спустя на мировом первенстве в Мехико среди двухместных байдарок взял серебро на полукилометровой дистанции и среди четырёхместных бронзу на километровой. Ещё через год на аналогичных соревнованиях в югославском Белграде удостоился бронзовых наград в двойках на тысяче метрах и в четвёрках на тысяче метрах. Будучи одним из лидеров гребной команды Венгрии, благополучно прошёл квалификацию на Олимпийские игры 1976 года в Монреале — стартовал здесь в двойках на дистанции 500 метров и в четвёрках на дистанции 1000 метров, но ни в одной из дисциплин попасть в число призёров не смог: в первом случае финишировал пятым, во втором — показал восьмой результат.
После монреальской Олимпиады Раткаи остался в основном составе венгерской национальной сборной и продолжил принимать участие в крупнейших международных регатах. Так, в 1977 году он съездил на чемпионат мира в болгарскую Софию, откуда привёз награду серебряного достоинства, полученную в зачёте байдарок-четвёрок на десяти километрах. В 1980 году выступил на Олимпийских играх в Москве — в четвёрках на дистанции 1000 метров стал в финальном заезде пятым, немного не дотянув до призовых позиций. Вскоре по окончании этих соревнований принял решение завершить спортивную карьеру, уступив место в сборной молодым венгерским гребцам.